# Havelock (métro de Singapour)
Pour les articles homonymes, voir Havelock.
Havelock est une station de métro à Singapour. Située sur la Thomson–East Coast line du métro de Singapour entre Great World et Outram Park, elle est ouverte depuis le 13 novembre 2022.